# Ernst Sieler
Pour les articles homonymes, voir Sieler.
Ernst Sieler (22 août 1893 à Altenbourg — 6 octobre 1983 à Bernau) est un Generalleutnant allemand au sein de la Heer dans la Wehrmacht pendant la Seconde Guerre mondiale.

## Biographie
Ernst Sieler est le fils de l'instituteur Albin Rudolf Sieler et son épouse Elise Cäcilie, née Leopold. Il s'engage le 13 mars 1913 dans l'armée prussienne en tant que porte-drapeau. Il rejoint alors le 118e régiment d'infanterie (de).
Il a été décoré de la croix de chevalier de la croix de fer avec feuilles de chêne. La croix de chevalier de la croix de fer et son grade supérieur, les feuilles de chêne, sont attribués en reconnaissance d'un acte d'une extrême bravoure ou d'un succès de commandement important du point de vue militaire.
Ernst Sieler est capturé par les forces soviétiques en 1945 et reste en captivité jusqu'en 1955.

## Décorations
- Croix de fer (1914)
  - 2e classe
  - 1re classe
- Croix d'honneur
- Agrafe de la croix de fer (1939)
  - 2e classe
  - 1re classe
- Médaille du Front de l'Est
- Croix allemande en or (23 février 1944)
- Croix de chevalier de la croix de fer avec feuilles de chêne
  - Croix de chevalier le 12 septembre 1941 en tant que Oberst et commandant du Infanterie-Regiment 46[1]
  - 502e feuilles de chêne le 24 juin 1944 en tant que Generalleutnant et commandant de la 304. Infanterie-Division[2]